# إدوارد إف. بورتر
إدوارد إف. بورتر هو سياسي أمريكي، ولد في 14 سبتمبر 1858، وتوفي في 7 فبراير 1915. نشط حزبياً في North Dakota Republican Party ‏ والحزب الجمهوري. وقد انتخب عضو مجلس ولاية داكوتا الشمالية ‏ وانتخب عضو مجلس نواب داكوتا الشمالية ‏.